# Juan Manuel Peña
Juan Manuel Peña Montaño, född 17 januari, 1973 i Santa Cruz de la Sierra i Bolivia, är en boliviansk före detta fotbollsspelare som bland annat gjorde 249 matcher i spanska klubben Real Valladolid.

## Karriär
Peña påbörjade sin karriär i den bolivianska klubben Club Blooming, flyttade till den colombianska klubben Independiente Santa Fe för att sedan 1995 flytta till Spanien. Där spelade han 1995–2004 för Real Valladolid tills de blev nedflyttade från Primera Division.
Han har även spelat över 70 internationella matcher för Bolivia och var med i truppen under fotbolls-VM-1994. Under Copa América 2007 var han även lagkapten för Bolivia.